# توماس بولفينش
توماس بولفينش (بالإنجليزية: Thomas Bulfinch)‏ (1211-1284هـ/1796-1867م) هو كاتب أمريكي. ألف عدة كتب عرض فيها قصص الميثولوجيا والأساطير عرضاً مبسطاً، منها «عصر الأسطورة» (1855)، و«عصر الفروسية» (1858)، و«أساطير شارلمان» (1863).

## روابط خارجية
- توماس بولفينش على موقع قاعدة بيانات برودواي على الإنترنت (الإنجليزية)
- توماس بولفينش على موقع إن إن دي بي (الإنجليزية)